# 지그메 틴레이

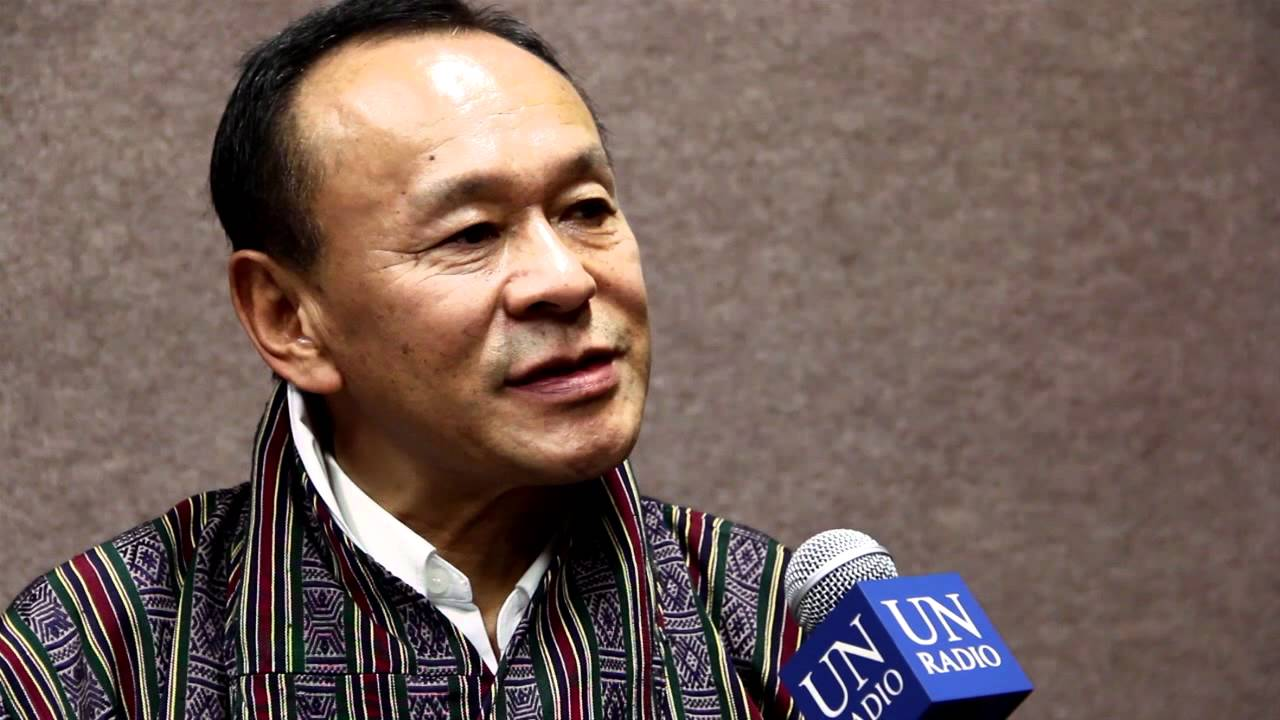
지그메 틴레이(2012년)

지그메 요세르 틴레이(종카어: འཇིགས་མེད་འོད་ཟེར་འཕྲིན་ལས་, 영어: Jigme Yoser Thinley, 1952년 9월 9일~ )는 부탄의 정치인이다.

## 생애
틴레이는 1952년 부탄 붐탕 현에서 태어났다. 1976년 미국 펜실베이니아 주립 대학교 공공 정책과를 졸업했으며 3차례(1998년 7월 20일 ~ 1999년 7월 9일, 2003년 8월 30일 ~ 2004년 8월 18일, 2008년 4월 9일 ~ 2013년 4월 28일)에 걸쳐 부탄의 총리를 역임했다. 2008년 3월 24일에 실시된 부탄 최초의 총선거에서 국민민주당 대표를 맡았으며 국민민주당은 부탄 의회의 전체 47석 가운데 45석을 차지했다.